# Gianluca Dapiran
Gianluca Dapiran (Trieste, 9 maggio 1994) è un pallamanista italiano, ala sinistra del Cassano Magnago  e della Nazionale di pallamano maschile dell'Italia.

## Caratteristiche tecniche
Ala sinistra che possiede un movimento del braccio molto veloce che gli consente di segnare reti anche da posizioni molto defilate; abile anche in conclusioni spettacolari, predilige la girella per sorprendere il portiere avversario.
Dotato di un fisico possente, in difesa può essere impiegato in tutti i ruoli, avendo iniziato la carriera giocando in avanti nella difesa 5-1, proseguendo poi a Bolzano e in Spagna giocando come primo e secondo in difese 6-0 e 5-1, per poi passare al centro con il suo rientro a Trieste.
Può ricoprire tutti i ruoli, essendo stato impiegato molto spesso sulla linea dei terzini oltre che come pivot o ala destra nelle situazioni di emergenza.

## Carriera

### Club

#### Trieste
Inizia a giocare a pallamano nella Pallamano Trieste, club della sua città. Il percorso giovanile è costellato di successi in quanto vince cinque titoli nazionali in cinque anni tra U16 e U20.
Fa il suo esordio in Serie A nella stagione 2011-2012, il 12 novembre 2011 nella gara vinta in casa contro l'Ambra.
Nella Stagione 2015-2016 è il capocannoniere della squadra, avendo chiuso il campionato con 123 reti all'attivo.

#### Bozen
Data la partenza di Demis Radovčić alla Junior Fasano, il Bozen decide di puntare su Dapiran per ricoprire il ruolo di ala sinistra. Il 4 giugno 2016 viene ufficializzato il suo passaggio alla società altoatesina. Nel biennio a Bolzano Dapiran vince uno Scudetto e una Supercoppa italiana, affermandosi come una delle migliori ali sinistre italiane.

#### Benidorm e Logroño
Il 25 maggio 2018 firma per la squadra spagnola del BM Benidorm, squadra militante in Liga ASOBAL. A fine stagione raggiunge una comoda salvezza, aumentando il suo minutaggio.
Il 17 maggio 2019 i media spagnoli confermano il passaggio di Dapiran dal Benidorm al CB Ciudad de Logroño.
Alla fine anticipata del campionato causa la pandemia di COVID-19 del 2020 in Europa, va in nomination assieme ad Aitor Ariño del Barcellona e a Jaime Fernández dell'Ademar Leon come miglior ala sinistra della stagione sul sito specializzato balonmanoactual.com. Al termine del sondaggio risulta il più votato e viene nominato nella Top7 della stagione.
Il 27 maggio 2020 viene candidato come miglior ala sinistra della stagione 2019-2020 in Liga ASOBAL per entrare nella Top7 ufficiale del campionato.
Chiude al terzo posto della classifica cannonieri, risultando il miglior marcatore della squadra.
Nonostante la buona stagione, Dapiran lascia il Logroño l'8 luglio 2020, anche a causa delle difficoltà economiche che avevano colpito il club.

#### Il ritorno a Trieste
Dopo che già nel 2018 la Pallamano Trieste aveva provato a riportare Dapiran a casa, l'11 luglio di due anni dopo viene ufficializzato il suo ritorno, in seguito al cambio di proprietà che ha interessato la società giuliana. Il 29 maggio 2021, alla vigilia dell'ultima di campionato contro Conversano, la società ufficializza il rinnovo del contratto con termine nel 2024.
Dopo una buona campagna acquisti, la squadra si ritrova a dicembre a lottare per le ultime posizioni e nonostante il rinnovo triennale appena siglato, Dapiran rescinde il contratto che lo legava al club, concludendo la sua seconda esperienza triestina con 231 reti in 37 partite disputate.

#### Brixen, Trieste e Cassano Magnago
Tre giorni dopo la notizia della rescissione con Trieste, viene reso ufficiale l'ingaggio fino al termine della stagione con i rivali del Brixen. Con i brissinesi vince la sua prima Coppa Italia, risultando inoltre capocannoniere della manifestazione. 
Finita la stagione non rinnova e torna un'altra volta al Trieste, non riuscendo però ad evitare la retrocessione. Finiti i playout, lascia il capoluogo giuliano per accasarsi al Cassano Magnago. Qui, il 2 marzo 2025, vince la sua seconda Coppa Italia e la prima nella storia del Cassano.

### Nazionale
Dapiran fa il suo esordio ufficiale con la Nazionale maggiore il 2 gennaio 2014 in una gara valida per le qualificazioni ai Mondiali 2015. Successivamente prende parte alle qualificazioni a Europei e ai Mondiali.
Il 4 dicembre 2024 viene inserito nella long list dei convocati per il ritiro pre Mondiale 2025.

## Palmarès

### Club
- Campionato di Serie A: 1
Bozen: 2016-17

- Supercoppa italiana: 1
Bozen: 2017

- Coppa Italia: 2
Brixen: 2022-23
Cassano Magnago: 2024-25

### Giovanile
- Campionato italiano di pallamano maschile U21: 2
2011-12, 2012-13

- Campionato italiano di pallamano maschile U18: 2
2010-11, 2011-12

- Campionato italiano di pallamano maschile U16: 1
2008-09

### Individuale
- Capocannoniere della Coppa Italia: 1
2022-23

## Statistiche

### Presenze e reti nei club
Statistiche aggiornate al 24 maggio 2025.
| Stagione             | Squadra          | Campionato       | Campionato | Campionato | Coppe nazionali | Coppe nazionali | Coppe nazionali | Coppe continentali | Coppe continentali | Coppe continentali | Altre coppe | Altre coppe | Altre coppe | Totale | Totale |
| Stagione             | Squadra          | Comp             | Pres       | Reti       | Comp            | Pres            | Reti            | Comp               | Pres               | Reti               | Comp        | Pres        | Reti        | Pres   | Reti   |
| -------------------- | ---------------- | ---------------- | ---------- | ---------- | --------------- | --------------- | --------------- | ------------------ | ------------------ | ------------------ | ----------- | ----------- | ----------- | ------ | ------ |
| 2011-2012            | Trieste          | A                | 15         | 3          | CI              | 3               | 0               | -                  | -                  | -                  | -           | -           | -           | 18     | 3      |
| 2012-2013            | Trieste          | A                | 18         | 19         | -               | -               | -               | -                  | -                  | -                  | -           | -           | -           | 18     | 19     |
| 2013-2014            | Trieste          | A                | 18         | 38         | CI              | 3               | 8               | -                  | -                  | -                  | -           | -           | -           | 21     | 46     |
| 2014-2015            | Trieste          | A                | 24         | 121        | -               | -               | -               | -                  | -                  | -                  | -           | -           | -           | 24     | 121    |
| 2015-2016            | Trieste          | A                | 22         | 123        | CI              | 3               | 18              | -                  | -                  | -                  | -           | -           | -           | 25     | 141    |
| 2016-2017            | Bozen            | A                | 27         | 108        | CI              | 3               | 16              | -                  | -                  | -                  | SI          | 1           | 4           | 30     | 128    |
| 2017-2018            | Bozen            | A                | 30         | 158        | CI              | 3               | 16              | EHFCup             | 2                  | 10                 | -           | -           | -           | 35     | 184    |
| Totale SSV Bozen     | Totale SSV Bozen | Totale SSV Bozen | 57         | 266        |                 | 6               | 32              |                    | 2                  | 10                 |             | -           | -           | 65     | 312    |
| 2018-2019            | Benidorm         | LA               | 30         | 86         | CdR             | 3               | 13              | -                  | -                  | -                  | -           | -           | -           | 33     | 99     |
| 2019-2020            | Logroño          | LA               | 19         | 95         | CdR             | 1               | 2               | EHFCup             | 6                  | 23                 | -           | -           | -           | 26     | 120    |
| 2020-2021            | Trieste          | A                | 28         | 194        | -               | -               | -               | -                  | -                  | -                  | -           | -           | -           | 28     | 194    |
| set. 2021- dic. 2021 | Trieste          | A                | 9          | 37         | -               | -               | -               | -                  | -                  | -                  | -           | -           | -           | 9      | 37     |
| dic. 2021- giu. 2022 | Brixen           | A                | 15         | 64         | CI              | 1               | 3               | -                  | -                  | -                  | -           | -           | -           | 16     | 67     |
| 2022-2023            | Brixen           | A                | 29         | 103        | CI              | 3               | 21              | EC                 | 4                  | 19                 | -           | -           | -           | 36     | 146    |
| Totale Brixen        | Totale Brixen    | Totale Brixen    | 44         | 167        |                 | 4               | 24              |                    | 4                  | 19                 |             | -           | -           | 52     | 214    |
| 2023-2024            | Trieste          | A                | 30         | 145        | -               | -               | -               | -                  | -                  | -                  | -           | -           | -           | 30     | 145    |
| Totale Trieste       | Totale Trieste   | Totale Trieste   | 164        | 680        |                 | 9               | 26              |                    | -                  | -                  |             | -           | -           | 173    | 706    |
| 2024-2025            | Cassano Magnago  | A                | 28         | 120        | CI              | 3               | 10              | -                  | -                  | -                  | -           | -           | -           | 31     | 130    |
| 2025-2026            | Cassano Magnago  | A                | 0          | 0          | -               | -               | -               | EC                 | 0                  | 0                  | -           | -           | -           | 0      | 0      |
| Totale carriera      | Totale carriera  | Totale carriera  | 342        | 1414       |                 | 28              | 107             |                    | 12                 | 52                 |             | 1           | 4           | 381    | 1577   |

### Cronologia, presenze e reti in nazionale
Aggiornato al 12 maggio 2024
| Data       | Città             | In casa     | Risultato | Ospiti      | Competizione                 | Reti |
| ---------- | ----------------- | ----------- | --------- | ----------- | ---------------------------- | ---- |
| 02-01-2014 | Chieti            | Italia      | 26-34     | Slovacchia  | Qual. Mondiali 2015          |      |
| 04-01-2014 | Hlohovec          | Slovacchia  | 28-21     | Italia      | Qual. Mondiali 2015          |      |
| 08-01-2014 | Bucarest          | Romania     | 34-29     | Italia      | Qual. Mondiali 2015          |      |
| 12-01-2014 | Andria            | Italia      | 34-28     | Cipro       | Qual. Mondiali 2015          |      |
| 10-06-2015 | Conversano        | Italia      | 22-28     | Romania     | Qual. Euro18                 |      |
| 14-06-2015 | Reșița            | Romania     | 44-25     | Italia      | Qual. Euro18                 | 1    |
| 04-11-2015 | Lavis             | Italia      | 27-19     | Finlandia   | Qual. Mondiali 2017          |      |
| 08-11-2015 | Călărași          | Romania     | 35-22     | Italia      | Qual. Mondiali 2017          | 1    |
| 06-01-2016 | Trieste           | Italia      | 27-40     | Austria     | Qual. Mondiali 2017          | 1    |
| 09-01-2016 | Maria Enzersdorf  | Austria     | 30-19     | Italia      | Qual. Mondiali 2017          | 1    |
| 13-01-2016 | Vantaa            | Finlandia   | 26-25     | Italia      | Qual. Mondiali 2017          | 3    |
| 16-01-2016 | Conversano        | Italia      | 28-30     | Romania     | Qual. Mondiali 2017          | 1    |
| 02-11-2016 | Siracusa          | Italia      | 26-19     | Georgia     | Qual. Euro20                 |      |
| 06-11-2016 | Tbilisi           | Georgia     | 25-28     | Italia      | Qual. Euro20                 |      |
| 11-01-2017 | Lussemburgo       | Lussemburgo | 24-23     | Italia      | Qual. Euro20                 |      |
| 15-01-2017 | Siracusa          | Italia      | 26-24     | Lussemburgo | Qual. Euro20                 | 2    |
| 11-01-2018 | Bolzano           | Romania     | 34-24     | Italia      | Qual. Mondiali 2019          |      |
| 12-01-2018 | Bolzano           | Italia      | 29-28     | Ucraina     | Qual. Mondiali 2019          |      |
| 13-01-2018 | Bolzano           | Italia      | 28-19     | Fær Øer     | Qual. Mondiali 2019          |      |
| 24-10-2018 | Mosca             | Russia      | 34-20     | Italia      | Qual. Euro20                 | 1    |
| 27-10-2018 | Padova            | Italia      | 22-30     | Ungheria    | Qual. Euro20                 | 1    |
| 10-04-2019 | Faenza            | Italia      | 26-23     | Slovacchia  | Qual. Euro20                 | 1    |
| 14-04-2019 | Považská Bystrica | Slovacchia  | 23-26     | Italia      | Qual. Euro20                 |      |
| 13-06-2019 | Busto Arsizio     | Italia      | 23-30     | Russia      | Qual. Euro20                 | 4    |
| 16-06-2019 | Kecskemét         | Ungheria    | 32-29     | Italia      | Qual. Euro20                 | 1    |
| 10-01-2019 | Benevento         | Italia      | 28-28     | Kosovo      | Qual. Mondiali 2021          | 1    |
| 11-01-2019 | Benevento         | Georgia     | 28-25     | Italia      | Qual. Mondiali 2021          |      |
| 12-01-2020 | Benevento         | Italia      | 24-29     | Romania     | Qual. Mondiali 2021          |      |
| 08-11-2020 | Pescara           | Italia      | 24-39     | Norvegia    | Qual. Euro22                 | 3    |
| 07-01-2021 | Chieti            | Italia      | 28-17     | Lettonia    | Qual. Euro22                 | 4    |
| 10-01-2021 | Valmiera          | Lettonia    | 31-29     | Italia      | Qual. Euro22                 | 1    |
| 10-03-2021 | Minsk             | Bielorussia | 37-32     | Italia      | Qual. Euro22                 | 4    |
| 29-04-2021 | Chieti            | Italia      | 31-32     | Bielorussia | Qual. Euro22                 | 2    |
| 14-01-2022 | Tórshavn          | Lettonia    | 23-36     | Italia      | Qual. Mondiali 2023          | 3    |
| 15-01-2022 | Tórshavn          | Italia      | 26-27     | Fær Øer     | Qual. Mondiali 2023          | 3    |
| 16-01-2022 | Tórshavn          | Italia      | 29-28     | Lussemburgo | Qual. Mondiali 2023          |      |
| 27-06-2022 | Arzew             | Egitto      | 38-35     | Italia      | Giochi del Mediterraneo 2022 | 4    |
| 30-06-2022 | Arzew             | Italia      | 33-34     | Serbia      | Giochi del Mediterraneo 2022 | 4    |
| 01-07-2022 | Arzew             | Tunisia     | 34-29     | Italia      | Giochi del Mediterraneo 2022 | 3    |
| 04-07-2022 | Arzew             | Italia      | 34-25     | Turchia     | Giochi del Mediterraneo 2022 | 2    |
| 09-03-2023 | Pescara           | Italia      | 36-23     | Lettonia    | Qual. Euro24                 | 4    |
| 12-03-2023 | Valmiera          | Lettonia    | 23-29     | Italia      | Qual. Euro24                 | 5    |
| 27-04-2023 | Vigevano          | Italia      | 29-31     | Polonia     | Qual. Euro24                 | 4    |
| 30-04-2023 | Rouen             | Francia     | 41-27     | Italia      | Qual. Euro24                 | 6    |
| 09-05-2024 | Conversano        | Italia      | 32-26     | Montenegro  | Qual. Mondiali 2025          | 1    |
| 12-05-2024 | Podgorica         | Montenegro  | 32-34     | Italia      | Qual. Mondiali 2025          | 1    |
| 06-11-2024 | Sagunto           | Spagna      | 31-30     | Italia      | Qual. Euro26                 | 1    |
| 10-11-2024 | Fasano            | Italia      | 31-30     | Serbia      | Qual. Euro26                 | 4    |
| 14-01-2025 | Herning           | Italia      | 32-25     | Tunisia     | Mondiali 2025 - 1º turno     |      |
| 16-01-2025 | Herning           | Italia      | 32-23     | Algeria     | Mondiali 2025 - 1º turno     | 4    |
| 18-01-2025 | Herning           | Danimarca   | 39-20     | Italia      | Mondiali 2025 - 1º turno     |      |
| 21-01-2025 | Herning           | Rep. Ceca   | 18-25     | Italia      | Mondiali 2025 - Main Round   | 2    |
| 23-01-2025 | Herning           | Italia      | 27-34     | Germania    | Mondiali 2025 - Main Round   |      |
| Totale     |                   | Presenze    | 53        |             | Reti                         | 84   |